# Neuhausen auf den Fildern

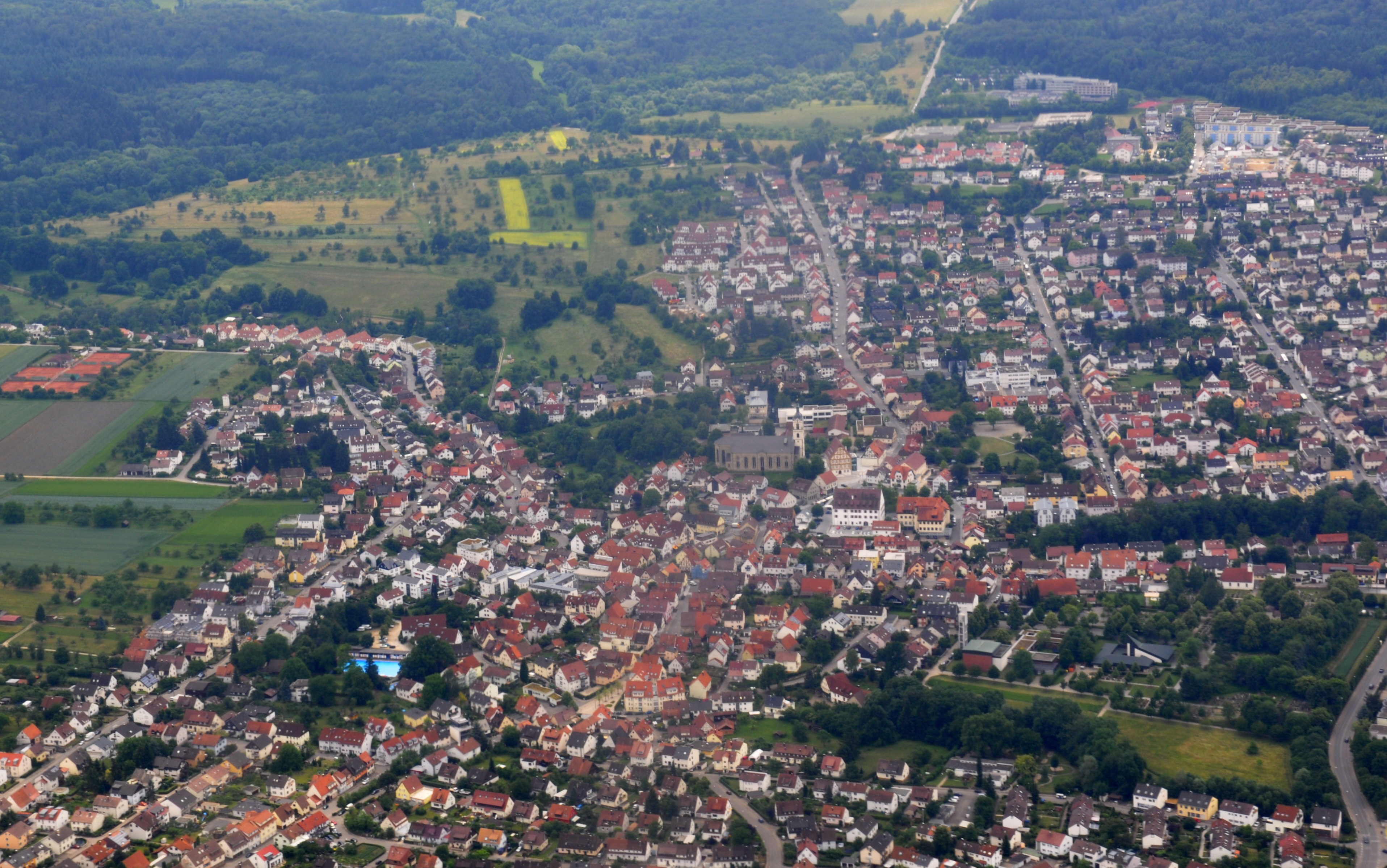
Neuhausen auf den Fildern (2011)

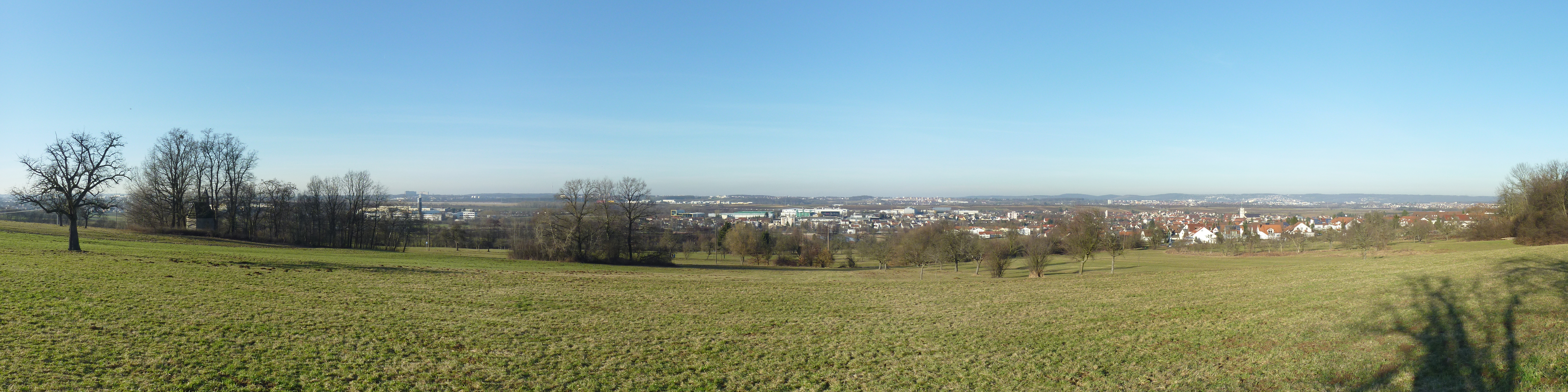
Neuhausen von Süden (2011)

Neuhausen auf den Fildern (schwäbisch Nuihausa) ist eine Gemeinde mit 12.506 Einwohnern (31. Dezember 2024) im Landkreis Esslingen in Baden-Württemberg. Sie gehört zur Region Stuttgart (bis 1992 Region Mittlerer Neckar) und zur europäischen Metropolregion Stuttgart. Die herkömmliche schwäbische Ortsbezeichnung ist Nuihausa ['nuɪ̯housɐ̃], im Volksmund der Nachbargemeinden früher gerne auch Katholisch-Nuihausa genannt, im Unterschied zum ca. 15 Kilometer südwestlich gelegenen Häfner-Nuihausa (Neuenhaus).

## Geographie

### Geographische Lage
Neuhausen liegt 15 Kilometer südöstlich der Landeshauptstadt Stuttgart auf der Filderebene.

### Gemeindegliederung
Zur Gemeinde gehören außer dem Dorf Neuhausen auf den Fildern keine weiteren Orte. Im Gemeindegebiet von Neuhausen liegt die abgegangene Ortschaft Häuslen.

### Nachbargemeinden
Angrenzende Gemeinden sind Ostfildern im Norden, Denkendorf im Nordosten, Unterensingen im Südosten, Wolfschlugen im Süden und Filderstadt im Westen (alle Landkreis Esslingen) sowie die Stadt Stuttgart im Nordwesten über einen nur gut zehn Meter langen Grenzstreifen auf dem Gelände des Stuttgarter Flughafens.

### Flächenaufteilung
Nach Daten des Statistischen Landesamtes, Stand 2014.

## Geschichte

### Vom Mittelalter bis zum 19. Jahrhundert

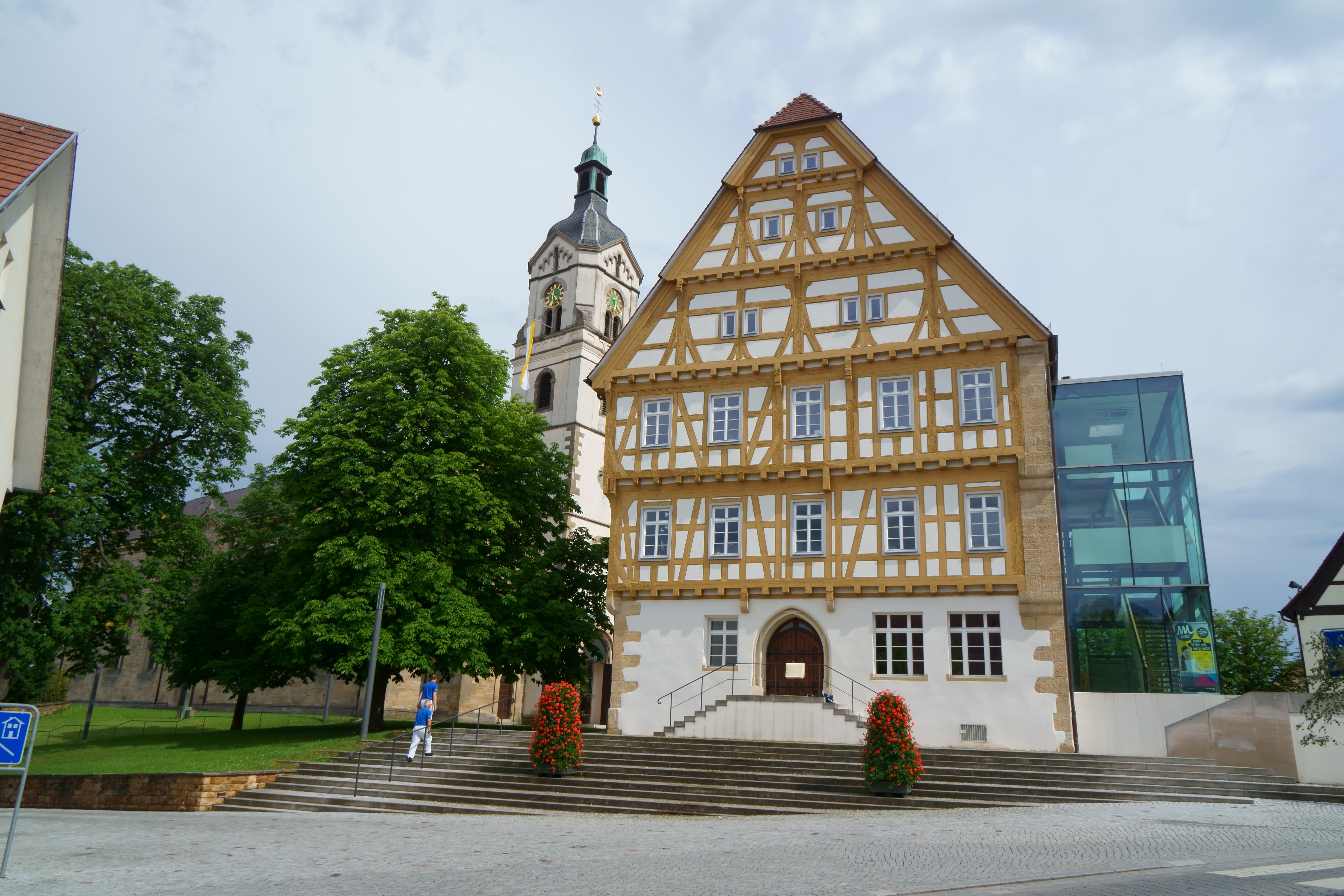
Das Obere Schloss 2019

Die erste urkundliche Erwähnung Neuhausens stammt aus dem Jahre 1153. Der Ort unterstand damals Ortsadligen, den Herren von Neuhausen. 1269 wird Neuhausen hohenbergisches Lehen. Im 14. Jahrhundert kam der Ort für 66.000 schwere Goldgulden unter Habsburgische Herrschaft, da Graf Rudolf III. von Hohenberg schuldenhalber seinen Besitz nicht mehr halten konnte und wurde Vorderösterreich zugeordnet. In der Reformation wurden alle umgebenden württembergischen Dörfer evangelisch; Neuhausen wurde dadurch zu einer vorderösterreichisch-katholischen Insel. Durch die 1650 erfolgte Heirat der Erbtochter Magarethe Susanne von Neuhausen mit Georg Wolfgang von Rotenhan kam die Herrschaft Neuhausen an dessen Familie. 1769 erwarb das Hochstift Speyer den Ort. Die Neuordnung Südwestdeutschlands durch Napoleon Bonaparte führte zunächst 1803 zur Zugehörigkeit zum Kurfürstentum Baden, aber schon 1806 kam Neuhausen durch Tausch zum Königreich Württemberg und wurde 1808 dem Oberamt Esslingen zugeordnet.

### 20. Jahrhundert
Bei der Kreisreform während der NS-Zeit in Württemberg gelangte Neuhausen 1938 zum Landkreis Esslingen. Nach dem Zweiten Weltkrieg wurde der Ort Teil der Amerikanischen Besatzungszone und gehörte somit zum neu gegründeten Land Württemberg-Baden, das 1952 im jetzigen Bundesland Baden-Württemberg aufging.
Bis 1969 befand sich das Noviziat der Oberdeutschen Provinz der Jesuiten in Neuhausen. Bei der Gemeindereform 1973 blieb Neuhausen selbstständig.

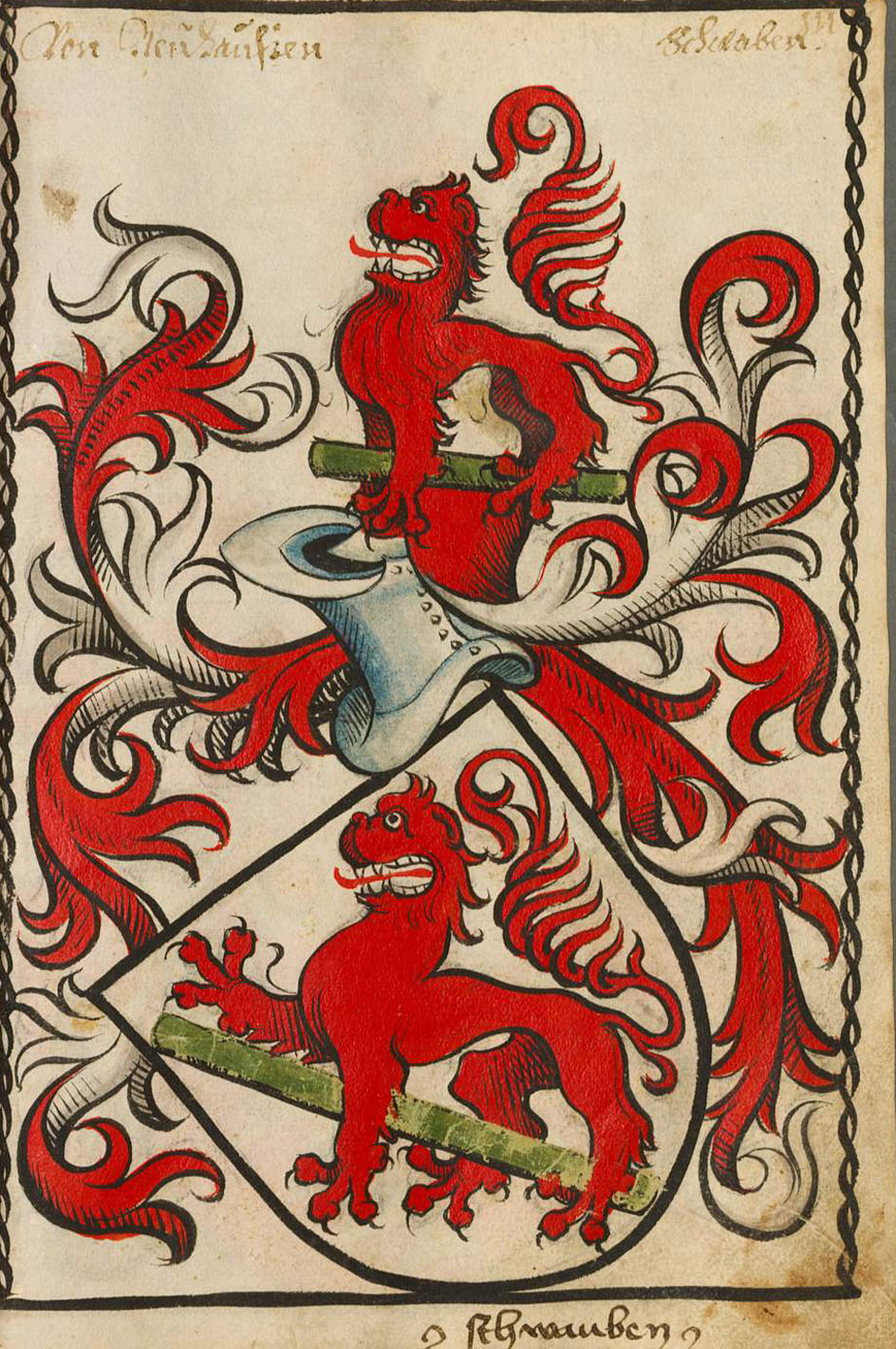
Wappen der Herren von Neuhausen im Scheiblerschen Wappenbuch von 1450–1480
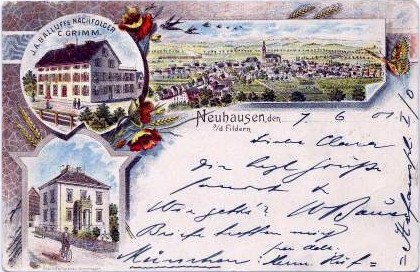
Neuhausen auf den Fildern auf einer Postkarte von 1901

### Einwohnerstatistik
Quelle ab 1965: Statistisches Landesamt Baden-Württemberg
- 1843: 02.462 Einwohner
- 1965: 07.569 Einwohner
- 1970: 08.801 Einwohner
- 1975: 09.548 Einwohner
- 1980: 10.034 Einwohner
- 1985: 10.385 Einwohner
- 1990: 10.851 Einwohner
- 1995: 10.485 Einwohner
- 2000: 10.870 Einwohner
- 2005: 11.463 Einwohner
- 2010: 11.349 Einwohner
- 2015: 11.741 Einwohner
- 2020: 11.971 Einwohner

### Konfessionsstatistik

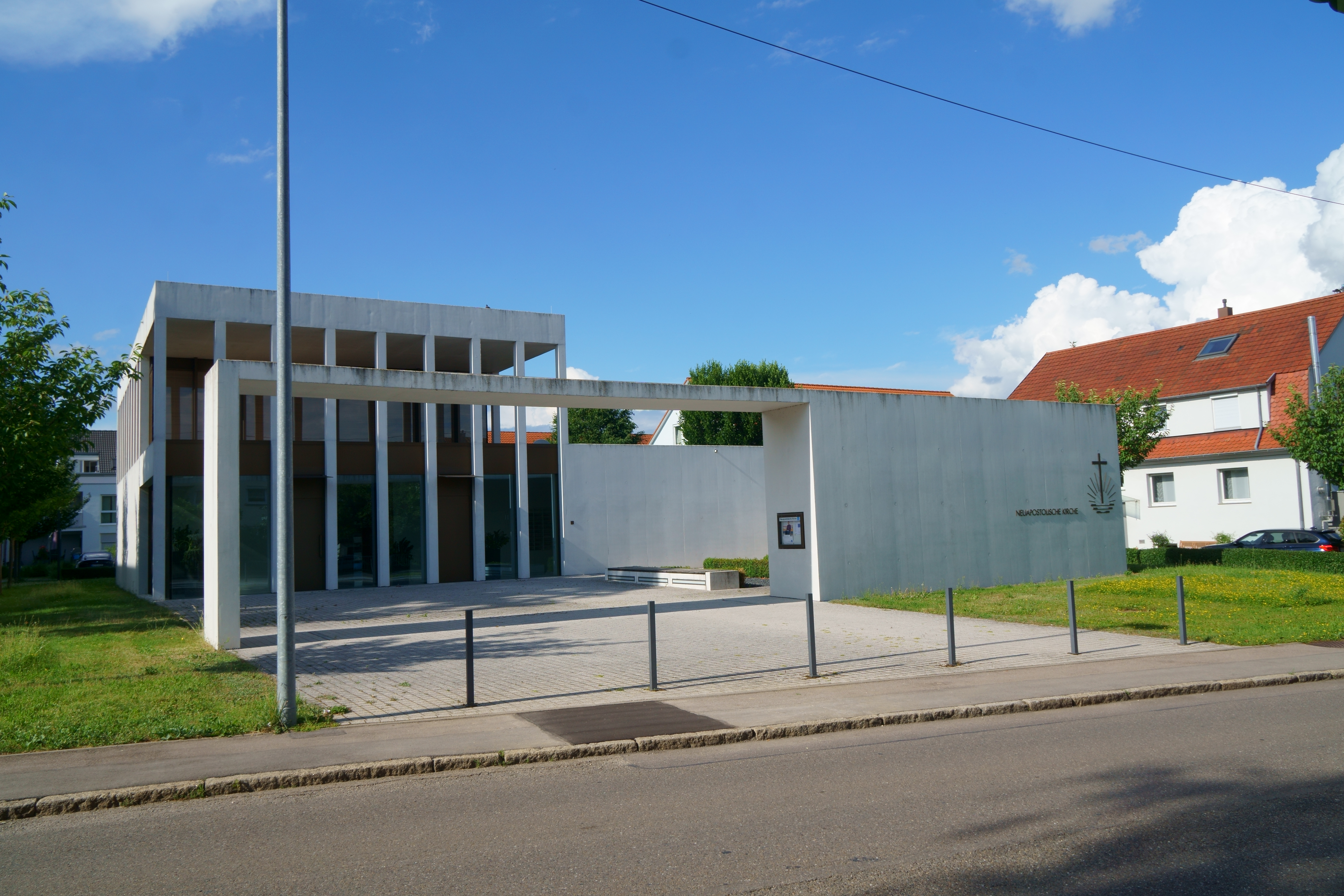
Die Neuapostolische Kirche erhielt 2014 eine Hugo-Häring-Auszeichnung.

Gemäß dem Zensus 2011 waren 27,3 % der Einwohner evangelisch, 40,0 % römisch-katholisch und 32,8 % waren konfessionslos, gehörten einer anderen Glaubensgemeinschaft an oder machten keine Angabe. Die Zahl der Protestanten und Katholiken ist seitdem gesunken und mit 46 % sind die Personen die keiner rechtlich-körperschaftlich verfassten Religionsgemeinschaft angehören eine relative Mehrheit der Bevölkerung. Ende Dezember 2022 waren von den Einwohnern 22,7 % evangelisch, 31,0 % römisch-katholisch und 46,3 % waren konfessionslos oder gehörten einer anderen Glaubensgemeinschaft an.

## Politik

### Gemeinderat
Der Gemeinderat in Neuhausen besteht aus den gewählten 22 ehrenamtlichen Gemeinderäten und dem Bürgermeister als Vorsitzendem. Der Bürgermeister ist im Gemeinderat stimmberechtigt.
Die Kommunalwahl am 9. Juni 2024 führte zu folgendem Endergebnis. 
| Parteien und Wählergemeinschaften | Parteien und Wählergemeinschaften           | % 2024  | Sitze 2024 | % 2019  | Sitze 2019 | Kommunalwahl 2024 %403020100 37,5426,1116,1514,955,25 FWCDUIGLSPDFDPGewinne und Verlusteim Vergleich zu 2019 %p 6 4 2 0 −2 −4 −6 −8+0,49+3,37−6,17−2,94+5,25FWCDUIGLSPDFDP |
| FW                                | Freie Wähler Neuhausen                      | 37,54   | 8          | 37,05   | 8          | Kommunalwahl 2024 %403020100 37,5426,1116,1514,955,25 FWCDUIGLSPDFDPGewinne und Verlusteim Vergleich zu 2019 %p 6 4 2 0 −2 −4 −6 −8+0,49+3,37−6,17−2,94+5,25FWCDUIGLSPDFDP |
| CDU                               | Christlich Demokratische Union Deutschlands | 26,11   | 6          | 22,74   | 5          | Kommunalwahl 2024 %403020100 37,5426,1116,1514,955,25 FWCDUIGLSPDFDPGewinne und Verlusteim Vergleich zu 2019 %p 6 4 2 0 −2 −4 −6 −8+0,49+3,37−6,17−2,94+5,25FWCDUIGLSPDFDP |
| IGL                               | Initiative Grüne Liste                      | 16,15   | 4          | 22,32   | 5          | Kommunalwahl 2024 %403020100 37,5426,1116,1514,955,25 FWCDUIGLSPDFDPGewinne und Verlusteim Vergleich zu 2019 %p 6 4 2 0 −2 −4 −6 −8+0,49+3,37−6,17−2,94+5,25FWCDUIGLSPDFDP |
| SPD                               | Sozialdemokratische Partei Deutschlands     | 14,95   | 3          | 17,89   | 4          | Kommunalwahl 2024 %403020100 37,5426,1116,1514,955,25 FWCDUIGLSPDFDPGewinne und Verlusteim Vergleich zu 2019 %p 6 4 2 0 −2 −4 −6 −8+0,49+3,37−6,17−2,94+5,25FWCDUIGLSPDFDP |
| FDP                               | Freie Demokratische Partei                  | 5,25    | 1          | –       | –          | Kommunalwahl 2024 %403020100 37,5426,1116,1514,955,25 FWCDUIGLSPDFDPGewinne und Verlusteim Vergleich zu 2019 %p 6 4 2 0 −2 −4 −6 −8+0,49+3,37−6,17−2,94+5,25FWCDUIGLSPDFDP |
| gesamt                            | gesamt                                      | 100,0   | 22         | 100,0   | 22         | Kommunalwahl 2024 %403020100 37,5426,1116,1514,955,25 FWCDUIGLSPDFDPGewinne und Verlusteim Vergleich zu 2019 %p 6 4 2 0 −2 −4 −6 −8+0,49+3,37−6,17−2,94+5,25FWCDUIGLSPDFDP |
| Wahlbeteiligung                   | Wahlbeteiligung                             | 65,45 % | 65,45 %    | 63,83 % | 63,83 %    | Kommunalwahl 2024 %403020100 37,5426,1116,1514,955,25 FWCDUIGLSPDFDPGewinne und Verlusteim Vergleich zu 2019 %p 6 4 2 0 −2 −4 −6 −8+0,49+3,37−6,17−2,94+5,25FWCDUIGLSPDFDP |

### Schultheißen und Bürgermeister
1930 wurde in Württemberg die Amtsbezeichnung Schultheiß offiziell durch Bürgermeister ersetzt.
- 1813–1847: Franz Balluff, Wundarzt[10]
- 1848–1881: Gustav Beron, Wundarzt[11]
- 1881–1890: Johannes Uhl, Mitglied des Landtags[12]
- 1890–1913: Josef Anton Balluff[13]
- 1913–1921: Richard Haas[14]
- 1921–1931: Franz Hänle[15]
- 1931–1938: Albert Rothenbacher[16]
- 1938–1945: Eduard Merz (NSDAP)[17]
- April 1945–März 1946: Eduard Hermle, Kaufmann (als kommissarischer Bürgermeister von der französischen Besatzung eingesetzt)
- 1946–1976: Alfons Frick, Kaufmann (CDU, 1913–2002)
- 1976–1995: Werner Präg (CDU, 1934–2017)[18]
- seit 1995: Ingo Hacker (Freie Wähler, * 1962)

### Wappen und Flagge

Flagge der Gemeinde Neuhausen auf den Fildern

| Wappen von Neuhausen auf den Fildern | Blasonierung: „Auf silbernem Grund ein roter Löwe, der einen grünen Ast emporsteigt.“ |
| Wappen von Neuhausen auf den Fildern | Nachdem die Gemeinde um 1900 zeitweilig ein gegen die heraldischen Farbregeln verstoßendes Wappen verwendet hatte, das in Blau auf grünem Dreiberg ein schwarzes Kreuz zeigte, nahm sie spätestens im Jahre 1930 das Wappen des 1754 ausgestorbenen Ortsadels der Herren von Neuhausen an. Am 19. April 1967 hat das Innenministerium die Flaggenfarben verliehen. |

### Gemeindepartnerschaften
Neuhausen unterhält seit 1988 eine Gemeindepartnerschaft mit dem französischen Péronnas. Die Stadt Péronnas liegt 50 Kilometer nordöstlich von Lyon im Département Ain.

## Vereine
Neuhausen hat eine Vielzahl von Vereinen, die das Dorf lebendig machen. Hierzu gehören:
- Bürgergarde Neuhausen 1805 e. V.
- Narrenbund Neuhausen 1965 e. V.
- DPSG Neuhausen (Pfadfinder)
- FV Neuhausen 1920 e. V. (Fußball)
- MGV Neuhausen 1851 e. V. Männergesangsverein mit Kinder-, Jugend- und Erwachsenenchören sowie Tanzgarden
- Musikverein Neuhausen e. V.
- TC Neuhausen e. V. (Tennis)
- Theaterverein Neuhausen/Fildern e. V.
- TSV Neuhausen 1898 e. V. Sportverein mit den Abteilungen Badminton, Handball, Kampfsport, Leichtathletik, Rehasport, Ski/Snowboard, Tanz, Turnen, Volleyball
- Tischtennisfreunde Neuhausen/F. 1973 e. V.
- Kleintierzuchtverein Neuhausen Fildern e. V.
- Schwäbischer Albverein e. V. Ortsgruppe Neuhausen auf den Fildern

## Kultur und Sehenswürdigkeiten

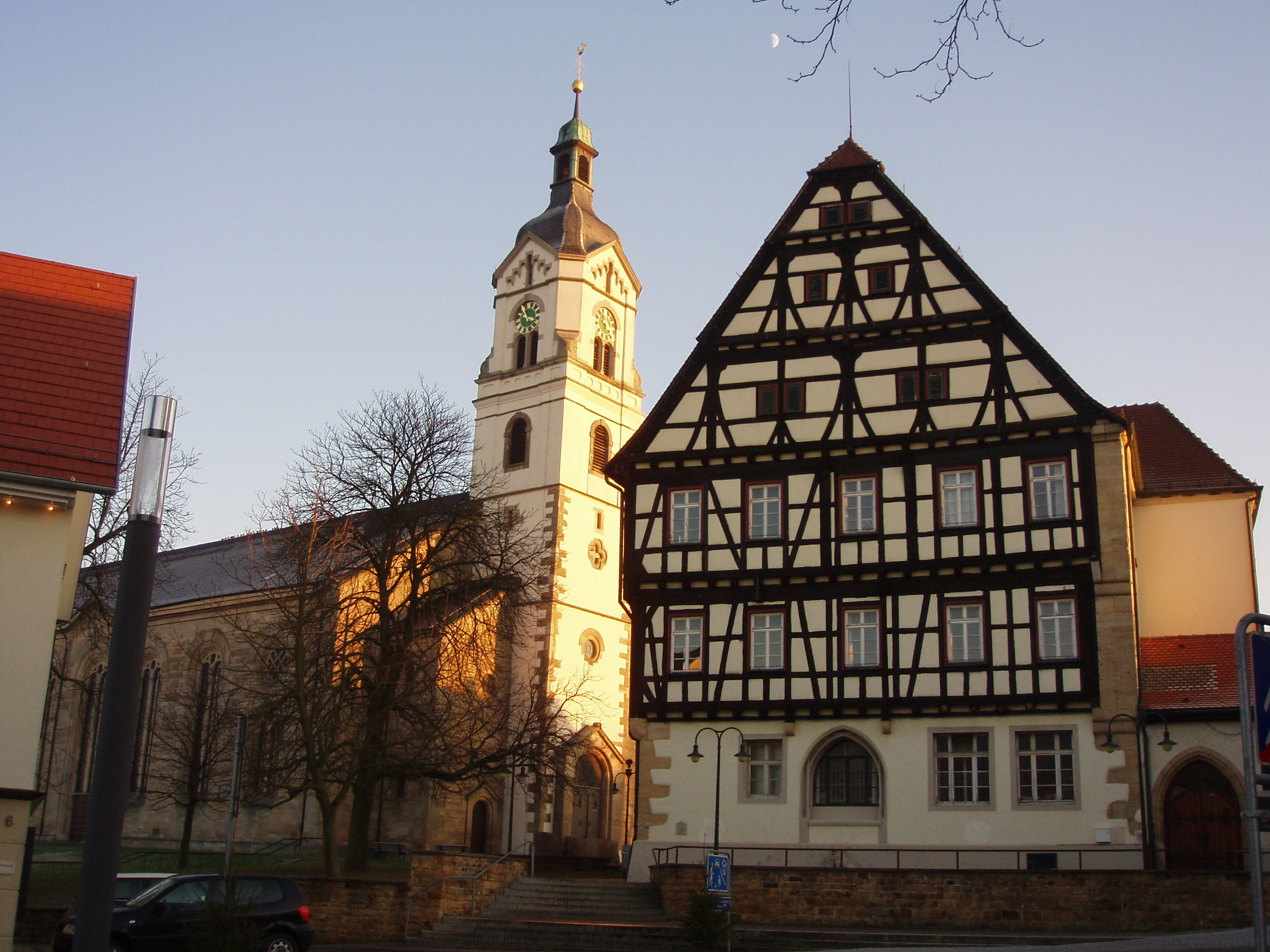
St. Petrus und Paulus und das Obere Schloss im Jahr 2006, vor der Umgestaltung

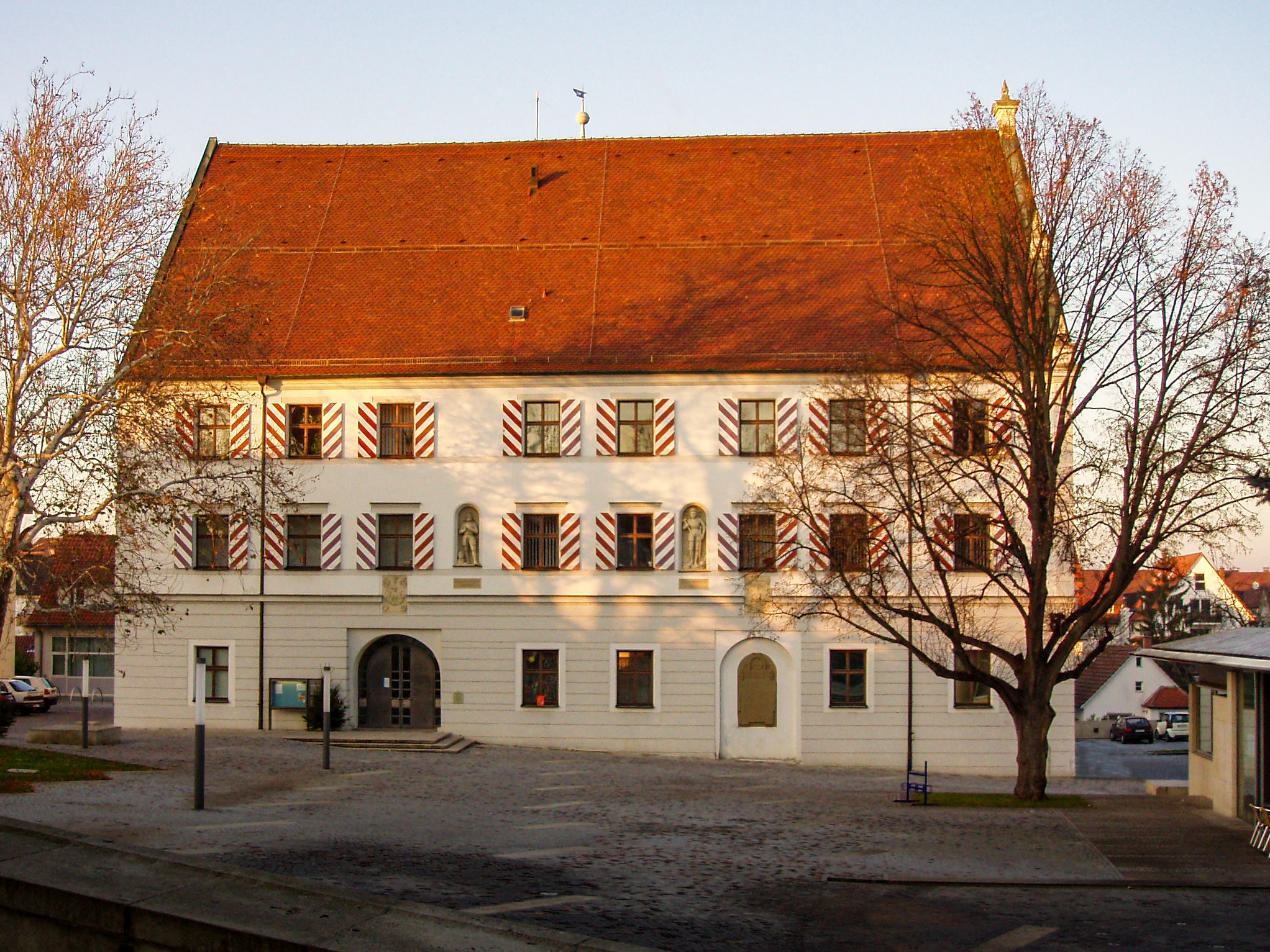
Ehemaliger Sitz der Herren von Neuhausen, heute das Rathaus der Gemeinde

### Museen
Neben dem Volkschen Salon, der eine Wohnung im Stil der Neorenaissance präsentiert und im Oberen Schloss untergebracht ist, gibt es außerdem ein Museum für Begräbniskultur. Bedeutendstes Denkmal des Museums ist ein Steinkreuz, das 1563 von Sem Schlör für den Altar der Schlosskapelle im Alten Schloss zu Stuttgart gefertigt wurde. Im Jahr 1819 schenkte König Wilhelm I. der katholischen Kirchengemeinde Neuhausen das Steinkreuz.

### Bauwerke
- Die neoromanische Basilika St. Petrus und Paulus (1850–1852) gilt als die größte Dorfkirche Europas. Neben der Orgel von Eberhard Friedrich Walcker aus dem Jahr 1854 befindet sich seit 1977 ein denkmalgeschütztes Orgelpositiv von Hieronymus Spiegel aus dem Jahr 1762 in der Kirche, das zuvor in der Neuhauser Liebfrauenkapelle stand.
- Altes Schloss (1518), auch Oberes Schloss.
- Neues Schloss (1561–1567), Sitz der Gemeindeverwaltung.

### Veranstaltungen
- Fasnet in Neuhausen (jährlich)
- Fronleichnam mit Prozession und katholischem Gemeindefest (jährlich)
- Bierwecketse (alle zwei Jahre stattfindendes Dorffest mit zuletzt (2001) ca. 20.000 Besuchern, Wiedereinführung fand am 19./20. Juli 2008 statt)
- Neuhauser Orgelkonzerte
- Neuhauser Hexentanz jedes Jahr mit ca. 200 Hexen und 4000 Besuchern wird dem Neuhauser Bürgermeister der Schlüssel fürs Rathaus an die Narren übergeben die dann 4 Tage über den Ort regieren

## Wirtschaft und Infrastruktur
Die Niederlassungen einiger Großunternehmen, mittelständische Unternehmen und zahlreiche Handwerksbetriebe sowie die Dienstleistungsbranche bieten rund 5000 Arbeitsplätze. Die Pendlerbilanz ist mit 4160 Einpendlern zu 3500 Auspendlern positiv (Stand: 2004).

### Ansässige Unternehmen
- Balluff GmbH, Hersteller von Sensoren
- Bayer Sanitär
- FANUC, deutsche Niederlassungen des japanischen CNC-, Industrieroboter- und Werkzeugmaschinen-Herstellers so wie deren europäischen Servicevertretungen
- Fuchs Heizungsbau GmbH
- Elektro Kärcher GmbH
- Klaus Weiss Elektroanlagen GmbH Elektroanlagen, Automatisierung
- Mercedes-Benz Gebrauchtteile-Center
- Patrick Bayer Garten und Landschaftsbau, Garten- und Landschaftsbauunternehmen
- Phoenix Pharmahandel, Niederlassung der Phoenix Group, Pharma-Großhandel, Vertriebszentrum
- Rewe (Zentrallager)
- ThyssenKrupp Elevator
- S3 Sicherheit & Service Solutions GmbH

### Verkehr
Neuhausen hat einen Anschluss an die A 8 Stuttgart–München.
Der Flughafen Stuttgart in Echterdingen befindet sich unmittelbar westlich der Gemeinde.
Neuhausen hat zurzeit keinen Bahnanschluss. Die nächsten Bahnhöfe befinden sich am Bahnhof Filderstadt bei Bernhausen sowie in Esslingen und Wendlingen. Die Stadtbahn Stuttgart hat im nördlichen Nachbarort Ostfildern-Nellingen zwei Haltestellen (U7, U8). Die Buslinien 73, 120, 121, 816, 817 und X10 verbinden die Gemeinde mit Denkendorf, Esslingen am Neckar, Filderstadt, Kirchheim unter Teck, Köngen, Leinfelden-Echterdingen, Ostfildern, Stuttgart, Wendlingen am Neckar und Wolfschlugen.

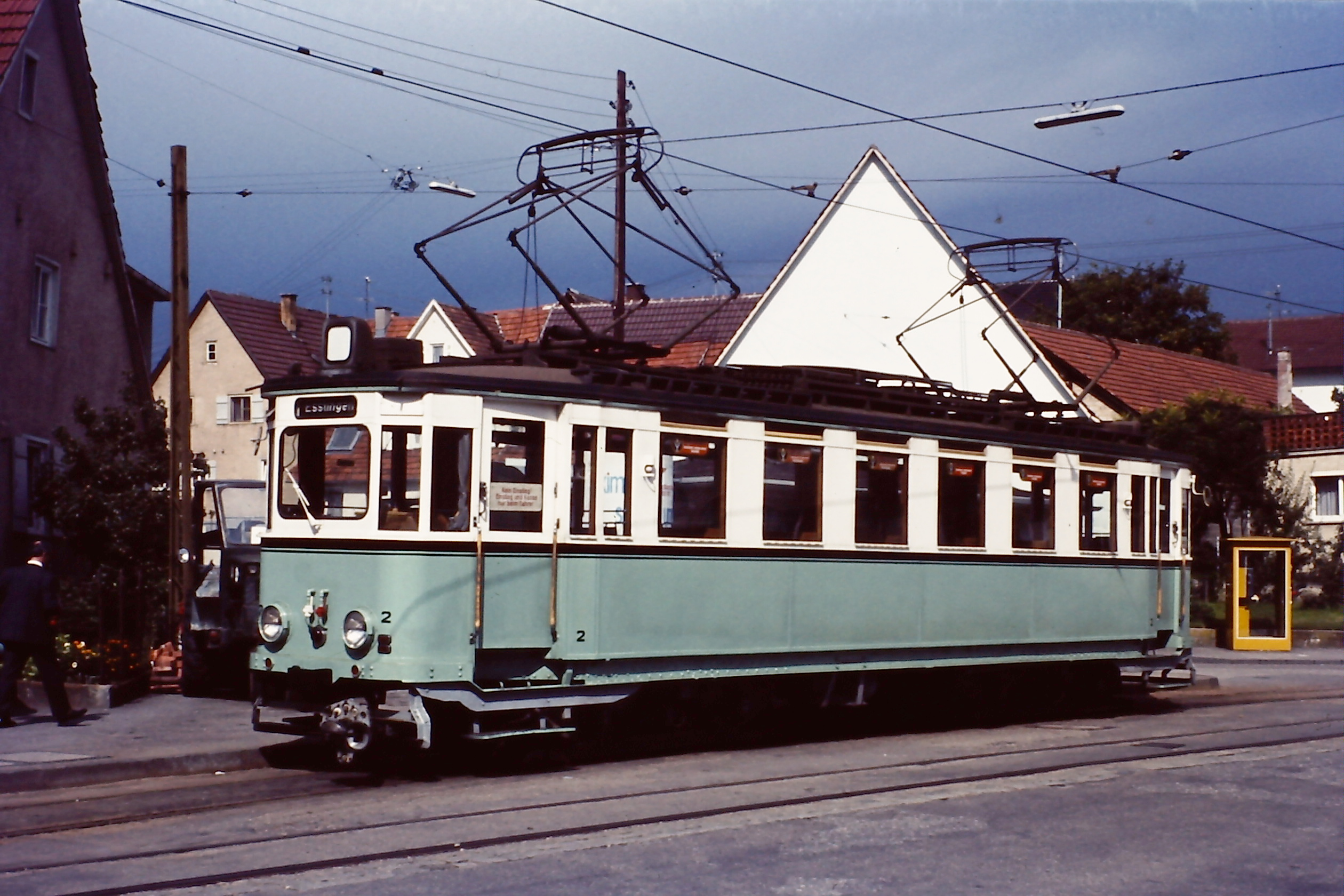
Straßenbahn nach Esslingen

Von 1929 bis 1978 hatte Neuhausen einen Straßenbahnanschluss über Nellingen nach Esslingen. Die Gleise und Oberleitungsmasten sind auf Neuhauser Gemarkung vollständig demontiert. Außerdem hatte Neuhausen bis 1983 einen Anschluss über die Filderbahn. Auch dieser Streckenabschnitt wird nunmehr als Rad- und Wirtschaftsweg genutzt. Vereinzelte Gebäude und Straßennamen („Bahnhofstraße“) erinnern noch an ihre frühere Existenz.
Auf der Trasse der stillgelegten Filderbahn wird seit 2023 eine Verlängerung der Bahnstrecke Stuttgart-Rohr–Filderstadt gebaut, die 2027 in Betrieb genommen werden soll. In Neuhausen wird der Endbahnhof der Strecke errichtet, der dann von der S-Bahn Stuttgart angefahren werden soll.
Über eine Alltagsradroute aus dem Radnetz Baden-Württemberg ist Neuhausen über Filderstadt und Leinfelden-Echterdingen mit Stuttgart und in der anderen Richtung über Denkendorf und Wendlingen mit Kirchheim unter Teck verbunden. Überdies gibt es eine direkte Verbindung mit Ostfildern-Nellingen über das Körschtalviadukt.
Dicht an Neuhausen vorbei verläuft der Hohenzollern-Radweg, der vom Bodensee über die hohenzollerischen Städte Sigmaringen und Hechingen und über Rottenburg am Neckar und Esslingen nach Weinstadt im Rems-Murr-Kreis führt.

### Bildungseinrichtungen
Neuhausen besitzt mit der Mozartschule in der Ortsmitte eine Grundschule in zentraler Lage. Seit dem Schuljahr 2014/2015 wird die Mozartschule als Ganztagsschule in Wahlform geführt.
Mit der am südlichen Ortsrand liegenden Anton-Walter-Schule, ist in Neuhausen seit dem Schuljahr 2023/2024 eine weitere Grundschule beheimatet.
In unmittelbarer Nachbarschaft befindet sich die Friedrich-Schiller-Schule. Seit dem Schuljahr 2016/2017 ist sie eine Gemeinschaftsschule. Die Gemeinschaftsschule wird als verbindliche Ganztagesschule geführt. An ihr kann der Hauptschulabschluss sowie der Mittlere Bildungsabschluss abgelegt werden.
Die Fildergemeinde bildet zusammen mit der Stadt Ostfildern und der Gemeinde Denkendorf den Zusammenschluss Gymnasialer Schulverband Ostfilder.              Der Verband ist Träger zweier Gymnasien. Beide befinden sich im Ostfilderner Stadtteil Nellingen.
Derzeit gibt es 12 Kindertagesstätten in Neuhausen. Diese teilen sich in folgende Träger auf:
- 5 Gemeinde Neuhausen auf den Fildern
- 4 Katholische Kirchengemeinde St. Petrus und Paulus Neuhausen auf den Fildern
- 2 Evangelische Kirchengemeinde Neuhausen auf den Fildern
- 1 Turn- und Sportverein Neuhausen/Filder 1898 e. V.

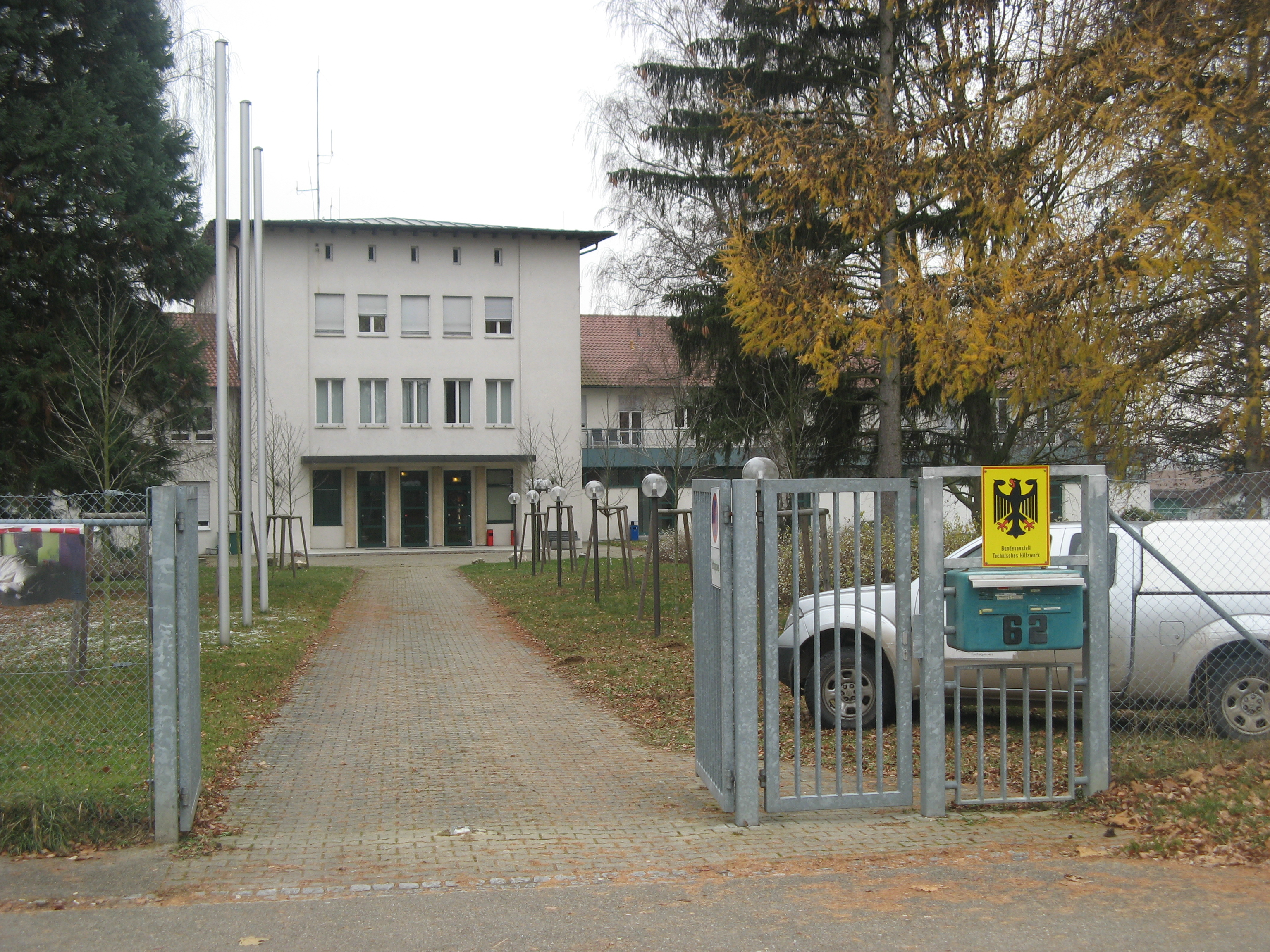
THW-Ausbildungszentrum

Die Bundesanstalt Technisches Hilfswerk bildet am THW-Ausbildungszentrum in Neuhausen eine große Zahl von ehrenamtlichen Helfern und hauptamtlichen Mitarbeitern aus. Weitere Ausbildungszentren befinden sich im niedersächsischen Hoya und im brandenburgischen Brandenburg an der Havel.

### Ver- und Entsorgung
Neuhausen ist Mitglied im Zweckverband Filderwasserversorgung, von dem es den Großteil seines Trinkwassers bezieht. Die restliche Menge wird dem örtlichen Riedbrunnen entnommen. Zur Reinigung des Abwassers betreibt die Gemeinde eine Kläranlage im Sulzbachtal.
Das Strom- und Gasnetz betreibt Netze BW.

## Persönlichkeiten

### Söhne und Töchter der Gemeinde
- Anton Walter (1752–1826), Klavierbauer
- Moritz Johner (1868–1931), Priester und Historiker
- Julius Rank (1883–1961), Gipsermeister und Landtagsabgeordneter
- Otto Volk (1892–1989), Mathematiker, Astronom
- Anton Mahringer (1902–1974), österreichischer Maler
- Markus Dewald (* 1952), Kulturwissenschaftler

### Personen die mit der Gemeinde verbunden sind
- Volmar Gerold (* 1922), Metallphysiker, ordentlicher Professor für Metallkunde in Stuttgart
- Franz Wohlfahrt (* 1964), österreichischer Torhüter, Nationalspieler, ehem. Fußballprofi, der während seiner aktiven Zeit beim VfB Stuttgart in der Gemeinde seinen privaten Wohnsitz hatte und aktiv am lokalen Dorfleben teilnahm.
- Sonja Faber-Schrecklein (* 1965), Journalistin und Moderatorin
- Manuel Späth (* 1985), Handballspieler

### Ehrenbürger
- 1926: Josef Volk (1859–1936), Oberlehrer und Gemeinderat[20]
- Alfons Frick (1913–2002), Bürgermeister 1946–1976[21]
- 2013: Christian Chanel, Bürgermeister der Partnergemeinde Péronnas[22]
- 2013: Jacqueline Curial, Vorsitzende des Partnerschafts-komitees in Péronnas
- 2014: Werner Präg (1934–2017), Bürgermeister 1976–1995[23]
- 2022: Erich Bolich (* 1942), Gemeinderat von 1975 bis 2020[24]